# قضیه می
در نظریه انتخاب اجتماعی، قضیه مِی بیان می‌کند که در صورتی که تعداد رأی‌دهندگان فرد باشد، ''قاعده رأی‌گیری اکثریت'' میان دو کاندیدا تنها تابع انتخاب اجتماعی است که سه خاصیت بی‌تفاوتی میان رأی‌دهندگان (به انگلیسی: Anonymity)، خنثایی (به انگلیسی: Neutrality) و واکنش‌دهنده مثبت (به انگلیسی: Positive Responsiveness) را دارا است و در عین حال چنین تابعی امکان تساوی میان دو کاندیدا را منتفی می‌کند. Kenneth May این قضیه را برای اولین بار در سال 1952 میلادی مطرح نمود. پس از نشر نسخه اصلی این قضیه، اصلاحات متعددی توسط دیگران برای این قضیه پیشنهاد شده‌است. Mark Fey اثبات قضیه را برای حالتی که تعداد رأی‌دهندگان به بینهایت میل کنند نیز تعمیم داد. به علاوه، قضیه عدم امکان ارو برای حالتی که تنها دو کاندیدا وجود داشته‌باشند، صادق نیست و لذا قضیه می از این حیث شباهت‌های زیادی به آن دارد (فرض بی‌تفاوتی میان رأی‌دهندگان از فرض عدم دیکتاتوری قوی‌تر است).

## صورت قضیه
چهار شرط زیر را برای یک تابع تصمیم‌گیری گروهی تعریف می‌کنیم:
1. تابع تصمیم‌گیریِ گروهی برای هر مجموعه‌ای از ترجیحات، یک برنده واحد را معرفی می‌کند.
2. تابع تصمیم‌گیری گروهی هیچ تفاوتی میان رأی‌دهندگان قائل نمی‌شود. (بی تفاوتی میان رأی‌دهندگان)
3. تابع تصمیم‌گیری گروهی تفاوتی میان کاندیداها قائل نمی‌شود. به بیان دیگر، اگر ترجیحات همه افراد را معکوس کنیم، انتخاب تابع تصمیم‌گیری نیز معکوس شود.
4. اگر حاصل تابع تصمیم‌گیری 0 یا 1 باشد و رأی یکی از رأی‌دهندگان از -1 به 0 یا 1 یا از 0 به 1 افزایش یابد، حاصل تابع تصمیم‌گیری نیز 1 می‌شود. (واکنش‌دهی مثبت)

قضیه: تابع تصمیم‌گیری گروهی با تعداد رأی‌دهندگان فرد، شرایط 1، 2، 3 و 4 را ارضا می‌کند اگر و تنها اگر آن تابع همان قاعده رأی‌گیری اکثریت باشد.

## اثبات[۱]
تابع رأی‌گیری اکثریت به شکل زیر تعریف می‌شود:
{\displaystyle F(\alpha _{1},...,\alpha _{N})=sign\sum _{i=1}^{N}\alpha _{i}}
که در آن {\displaystyle \alpha _{i}} نشان‌دهنده ترجیحات نفر {\displaystyle i} است و لذا می‌تواند یکی از دو عدد 1 یا -1 را اختیار کند. برای طرف اول قضیه باید نشان دهیم قاعده اکثریت چهار شرط اول را دارد. از آنجا که تعداد رأی‌دهندگان فرد است، حاصل تابع هیچگاه صفر نمی‌شود پس شرط اول برقرار است. همچنین، از آنجا که تعویض رأی هر دو نفر، نتیجه تابع اکثریت را تغییر نمی‌دهد، شرط دوم نیز برقرار می‌شود. برای شرط سوم داریم:
{\displaystyle {\displaystyle F(-\alpha _{1},...,-\alpha _{N})=sign\sum _{i=1}^{N}-\alpha _{i}=-sign\sum _{i=1}^{N}\alpha _{i}=-F(\alpha _{1},...,\alpha _{N})}}
لذا شرط سوم نیز ارضا می‌شود. در صورتی که حاصل تابع رأی‌گیری اکثریت 1 باشد، تغییر یک رأی از -1 به 1 یا 0 یا از 0 به 1، حاصل تابع را 1 خواهدکرد. به این ترتیب، شرط چهارم نیز برقرار است.
برای اثبات طرف دوم قضیه، تابع تصمیم‌گیری‌ای را در نظر بگیرید که چهار شرط یادشده را دارا باشد. از آنجا که چنین تابعی شرط 2 را دارد، خروجی آن تنها به تعداد افرادی که کاندیدای اول را برمی‌گزینند، تعداد افراد بی‌تفاوت میان دو کاندیدا و تعداد افرادی که کاندیدای دوم را ترجیح می‌دهند، بستگی دارد. بنا به تعریف داریم:
{\displaystyle n^{+}(\alpha _{1},...,\alpha _{N})=n\{i|\alpha _{i}=1\}}
{\displaystyle n^{-}(\alpha _{1},...,\alpha _{N})=n\{i|\alpha _{i}=-1\}}
که در آن {\displaystyle n^{+}} و {\displaystyle n^{-}} تعداد کل افرادی هستند که به ترتیب نامزد اول و دوم را ارجح می‌دانند. چون تابع تصمیم‌گیری شرط 2 را ارضا می‌کند، می‌توان آن را به شکل زیر بازنویسی کرد:
{\displaystyle F(\alpha _{1},...,\alpha _{N})=G(n^{+}(\alpha _{1},...,\alpha _{N}),n^{-}(\alpha _{1},...,\alpha _{N}))}
حال فرض کنید که {\displaystyle (\alpha _{1},...,\alpha _{N})} به گونه ای باشد که {\displaystyle n^{+}(\alpha _{1},...,\alpha _{N})=n^{-}(\alpha _{1},...,\alpha _{N})}. در این صورت داریم:
{\displaystyle n^{+}(-\alpha _{1},...,-\alpha _{N})=n^{-}(\alpha _{1},...,\alpha _{N})=n^{+}(\alpha _{1},...,\alpha _{N})=n^{-}(-\alpha _{1},...,-\alpha _{N})}
{\displaystyle F(\alpha _{1},...,\alpha _{N})=G(n^{+}(\alpha _{1},...,\alpha _{N}),n^{-}(\alpha _{1},...,\alpha _{N}))}
{\displaystyle =G(n^{+}(-\alpha _{1},...,-\alpha _{N}),n^{-}(-\alpha _{1},...,-\alpha _{N}))}
{\displaystyle F(-\alpha _{1},...,-\alpha _{N})}
{\displaystyle -F(\alpha _{1},...,\alpha _{N})}
توجه کنید که تساوی پایانی از شرط 3 حاصل شد. از آن‌جا که تنها عددی که با قرینه خود برابر است، صفر است، نتیجه می‌گیریم که اگر {\displaystyle n^{+}(\alpha _{1},...,\alpha _{N})=n^{-}(\alpha _{1},...,\alpha _{N})} آنگاه:
{\displaystyle F(\alpha _{1},...,\alpha _{N})=0}.
حال فرض کنید {\displaystyle n^{+}(\alpha _{1},...,\alpha _{N})>n^{-}(\alpha _{1},...,\alpha _{N})} . {\displaystyle H} و {\displaystyle J} را به گونه‌ ای تعریف می‌کنیم که {\displaystyle H=n^{+}(\alpha _{1},...,\alpha _{N})} و {\displaystyle J=n^{-}(\alpha _{1},...,\alpha _{N})}. بدون از دست دادن کلیت مسئله فرض می‌کنیم که {\displaystyle \alpha _{i}=1} برای {\displaystyle i\leq H} و هم‌چنین {\displaystyle \alpha _{i}\leq 0} به ازای {\displaystyle i>H}. حال سیستم ترجیحات {\displaystyle (\alpha _{1}^{'},...,\alpha _{N}^{'})} را به گونه ‌ای در نظر بگیرید که {\displaystyle \alpha _{i}^{'}=\alpha _{i}=1} به ازای {\displaystyle i\leq J<H}، {\displaystyle \alpha _{i}^{'}=0} به ازای {\displaystyle J<i\leq H} و {\displaystyle \alpha _{i}^{'}=\alpha _{i}\leqslant 0} به ازای {\displaystyle i>H}. با این وصف می‌توان نوشت:
{\displaystyle n^{+}(\alpha _{1}^{'},...,\alpha _{N}^{'})=J}
{\displaystyle n^{-}(\alpha _{1}^{'},...,\alpha _{N}^{'})=J}
{\displaystyle F(\alpha _{1}^{'},...,\alpha _{N}^{'})=0}
توجه شود سیستم ترجیحات جدید به نحوی ساخته شد که {\displaystyle (\alpha _{1},...,\alpha _{N})>(\alpha _{1}^{'},...,\alpha _{N}^{'})} و هم‌چنین {\displaystyle \alpha _{k}=1>0=\alpha _{k}^{'}} به ازای {\displaystyle k=J+1}. با توجه به خاصیت چهارم، می‌توان نوشت:
{\displaystyle F(\alpha _{1},...,\alpha _{N})=1}
حال فرض کنید که {\displaystyle n^{+}(\alpha _{1},...,\alpha _{N})<n^{-}(\alpha _{1},...,\alpha _{N})}. در این صورت {\displaystyle n^{+}(-\alpha _{1},...,-\alpha _{N})>n^{-}(-\alpha _{1},...,-\alpha _{N})} و در نتیجه {\displaystyle F(-\alpha _{1},...,-\alpha _{N})=1}. با استفاده از خاصیت 3 داریم:
{\displaystyle F(\alpha _{1},...,\alpha _{N})=-F(-\alpha _{1},...,-\alpha _{N})=-1}
به این ترتیب، نتیجه می‌گیریم که تابع تصمیم‌گیری {\displaystyle F} همان تابع رأی‌گیری اکثریت است و اثبات قضیه می کامل می‌شود.